# Castletown Metropolitan Football Club
Il Castletown Metropolitan Football Club è una società calcistica di Castletown, Isola di Man. Milita nella Division Two, la seconda divisione del campionato nazionale.

## Palmarès

### Prima squadra

#### Campionato
- Division One champions (8): 1913-14, 1922-23, 1923-24, 1924-25, 1949-50, 1950-51, 1981-82, 1998-99
- Second League champions (1): 1913-14

#### Coppe
- FA Cup (6): 1913-14, 1922-23, 1949-50, 1961-62, 1984-85, 1992-93
- Hospital Cup (3): 1923-24, 1968-69, 1978-79
- Railway Cup (7): 1911-12, 1920-21, 1923-24, 1949-50, 1959-60, 1976-77, 1984-85
- Woods Cup (1): 1960-61
- Cap Final (2): 1922-23, 1923-24
- Paul Henry Gold Cup (1): 2008-09

### Squadra riserve

#### Campionato
- Combination League One champions (5): 1957-58, 1970-71, 1972-73, 1990-91, 1998-99

#### Coppe
- Junior Cup (4): 1951-52, 1953-54, 1970-71, 1978-79
- Cowell Cup (U18) (5): 1948-49(shared), 1975-76, 1987-88, 1996-97, 2008-09

### Altre squadre
- 14/16 League champions (1): 1985-86
- 14/16 B League champions (2): 1998-99, 1999-00
- 15/17 B League champions (1): 2008-09
- 15/17 Plate (1): 2005-06
- 15/17 B Cup (1): 2008-09
- Women's Division Two champions (2): 2006-07, 2008-09